# Добреску, Мирча
Ми́рча Добре́ску (рум. Mircea Dobrescu; 5 сентября 1930, Которка — 6 августа 2015) — румынский боксёр наилегчайшей весовой категории, выступал за сборную Румынии в 1950-х — начале 1960-х годов. Серебряный призёр летних Олимпийских игр в Мельбурне, обладатель двух серебряных медалей чемпионата Европы, участник многих международных турниров и матчевых встреч. Мастер спорта Румынии (1953).

## Биография
Родился в коммуне Которка, жудец Бузэу. Активно заниматься боксом начал в раннем детстве в одном из местных боксёрских клубов, затем присоединился к бухарестскому клубу «Стяуа», где тренировался до самого конца карьеры. Благодаря череде удачных выступлений, удостоился права защищать честь страны на летних Олимпийских играх 1952 года в Хельсинки — дошёл здесь до стадии четвертьфиналов, после чего со счётом 1:4 проиграл американцу Натану Бруксу, который в итоге и стал олимпийским чемпионом в наилегчайшем весе.
В 1953 году Добреску боксировал на чемпионате Европы в Варшаве, но не сумел преодолеть предварительный этап, уступив немцу Эдгару Базелю. Два года спустя был на европейском первенстве в Западном Берлине — в полуфинале уверенно победил олимпийского чемпиона Вольфганга Берендта, однако в решающем матче вновь встретился с Базелем и вновь ему проиграл. Оставаясь лидером сборной в наилегчайшей весовой категории, прошёл квалификацию на Олимпийские игры 1956 года в Мельбурн, где одолел всех своих соперников кроме англичанина Теренса Спинкса.
Получив серебряную олимпийскую медаль, Добреску продолжил выходить на ринг в составе национальной сборной, принимая участие во всех крупнейших международных турнирах. Так, в 1957 году он занял первое место на Всемирном фестивале молодёжи и студентов в Москве, кроме того, побывал на чемпионате Европы в Праге, откуда привёз медаль серебряного достоинства (в финальном матче проиграл немцу Манфреду Хомбергу). Два года спустя ездил на европейское первенство в Люцерн, на стадии четвертьфиналов не смог пройти советского боксёра Владимира Стольникова. В 1960 году выиграл чемпионат Балканских стран и представлял страну на Олимпийских играх в Риме — в четвертьфинале олимпийского турнира со счётом 1:4 проиграл японцу Киёси Танабэ.
Последний раз участвовал в крупных соревнованиях в 1961 году, на чемпионате Европы в Белграде дошёл до четвертьфинала и вновь был выбит представителем СССР Стольниковым. После этой неудачи Мирча Добреску принял решение завершить карьеру спортсмена, уступив место в сборной молодым румынским боксёрам.
Награжден орденом Труда 3-й степени (1952).